# Schulweltmeisterschaft
Die Schulweltmeisterschaft ist neben der Gymnasiade die größte Veranstaltung der International School Sport Federation (sinngemäß internationaler Schulsport Verband).

## Sportarten
Bei der Schulweltmeisterschaft ermitteln die im nationalen Vergleich siegreichen Schul-Teams oder Schul-Einzelsportler verschiedener Nationen im Wettkampf den Schulweltmeister in verschiedenen Sportarten. Die Wettbewerbe finden seit Mitte der 1960er-Jahre in jeder Sportart einzeln in verschiedenen Städten der Welt statt. In Deutschland erfolgt die Qualifikation im Rahmen des Wettbewerbs Jugend trainiert für Olympia. Die Schulweltmeisterschaft wird in folgenden Wettbewerben ausgetragen:

### Badminton
1998 platzierte sich im belgischen Herentals bei den Jungen das belgische Sint Amandscollege aus Harelbeke vor dem schottischen Academy aus Larkhall und dem belgischen O.L. Vrouwecollege aus Assebroek/Brügge.
Bei den Mädchen fand kein Wettbewerb statt.
2000 fand der Wettbewerb im französischen Cergy-Pontoise statt. Bei den Jungen siegte der Vertreter Schwedens vor dem Vertreter Litauens und einer französischen Schule aus Sarreguemines
Bei den Mädchen fand kein Wettbewerb statt.
2002 siegte im belgischen Butgenbach bei den Jungen die chinesische Schule aus Guangdong vor der S.H.S National-Schule aus Kealiung / Taipei und der brasilianischen Schule Institutio de Ensino aus Santana.
Bei den Mädchen gewann die Mädchen-Schule aus Chin-Quo/Taipei vor der chinesischen Schule aus Guangdong und dem Sportgymnasium Dornbirn aus Österreich.
2004 siegten in Luxembourg bei den Jungen die chinesische Middle School aus Nanjing vor der Municipal Ta Tung Senior High School Taipei und dem bulgarischen Profesionalna Gymnazium Po Mehanoel i Electr. aus Burgas.
Bei den Mädchen siegte die Senior School Hsin Feng aus Taipei vor der chinesischen Middle School aus Nanjing. Erstmals konnte eine deutsche Schule eine Medaille erringen. Dritte wurde das Staatliche Heinrich-Heine-Gymnasium aus Kaiserslautern.
2006 fanden die Spiele im französischen Tours statt. Bei den Jungen siegte die China Experimental Middle School Guandong vor der Chih-Ping Sr-Schule aus Taipei. Dritte wurde die türkische Schule Turkey Celebi Mehmet Lisesi.
Bei den Mädchen siegte die China Experimental Middle School Guandong vor der Kuo Chang Jr-Schule aus Taipei. Dritte wurde die türkische Schule Turkey Celebi Mehmet Lisesi.
2008 konnte im spanischen Minorca bei den Jungen die taiwanische Shi Yuan Senior High School Taichun den ersten Platz belegen. Auf dem zweiten Platz platzierte sich die chinesische Experimental Middle School aus Guandong vor der türkischen Suleyman Celebi High School aus Osmangaz.
Bei den Mädchen belegte ebenfalls mit der Experimental Middle School aus Guandong eine taiwanische Schule vor einer chinesischen Schule Platz 1. Hinter der Municipal Sin Jhuang Senior High School aus Kaohsiung belegte die türkische Celebi Mehmet High School Yildirim den dritten Platz.
2010 konnte bei den Jungen die chinesische Experimental Middle School aus Guangdong mit dem Sieger von 2008, der taiwanesischen Shi Yuan Senior High School aus Taichung, die Plätze tauschen und Platz 1 belegen. Der dritte Platz blieb der türkischen Schule Demirtaspasa Teknik Ve Endüstri Meslek Lisesi aus Müdürlügü. Der Wettbewerb fand in der bulgarischen Hauptstadt Sofia statt.
Bei den Mädchen verteidigte die Experimental Middle School aus Guandong/Taiwan ihren Titel. Platz 2 belegte die die türkische Celebi Mehmet High School aus Yildirim, die mit der chinesischen Municipal Sin Jhuang Senior High School aus Kaohsiung den Platz tauschte.
2012 fand der Wettbewerb im portugiesischen Caldas De Rainha/Obidos statt. Die taiwanische Kaohsiung Municipal Senior High School siegte bei den Jungen vor der dem türkischen Vertreter, der Tophane Tcnik Veendustri Meslek High School. Für die Idraetsskolerne aus Dänemark blieb nur Platz 3.
Bei den Mädchen siegte ebenfalls eine taiwanische Schule, nämlich die Shi Yan Senior High School vor der chinesischen
Changjun High School und der türkischen Elmadag High School.
2014 war Taipei der Austragungsort und die Kaohsiung Municipal Senior High School nutzte den Heimvorteil bei den Jungen zum Sieg. Zweiter wurde das französische Lycée Victor Louis aus Talence vor dem chinesischen Vertreter, der Middle School n° 4 aus Nanning.
Bei den Mädchen siegte die taiwanische Kaohsiung Senior High School aus Kaohsiung vor der chinesischen Middle School n° 47 Nanning und der türkischen Elmadag High School aus Ankara.

### Basketball
Die Wettbewerbe im Basketball finden seit 1973 statt.
1973 im türkischen Ankara und im finnischen Tampere,
1974 im spanischen Barcelona,
1975 im italienischen Rom und
1976 im niederländischen Boxmeer
Von den Wettbewerben 1973 bis 1976 fehlen die Ergebnislisten.
1977 wurde im spanischen Barcelona das spanische Colegio Alpe bei den Jungen Weltmeister. Den zweiten Platz belegte die amerikanische Highschool Pasadena und Dritter wurde das Liceo aus Ankara (Türkei). Ein Mädchenwettbewerb fand nicht statt.
2015 fand die Basketballmeisterschaft in Limoges, Frankreich statt.

### Basketball 3x3
Der Wettbewerb im 3x3-Basketball fand erstmals 2014 im chinesischen statt. Bei den Jungen und bei den Mädchen siegte die der Tsinghua-Universität angeschlossene Hochschule der Stadt Peking. Den zweiten Platz bei den Jungen belegte die iranische Shahid ezhei High School aus Esfahan vor dem tschechischen Gymnazium Matyase Lercha aus Brno. Bei den Mädchen platzierte sich das brasilianische Colégio e Escola Técnica do UNIFEB aus Barretos auf Platz 2 vor der Municipal Yongren High School aus dem chinesischen Tainan.

### Beachvolleyball
2015 fand die Beachvolleyball Schulweltmeisterschaft in Aracaju, Brasilien statt.

### Fußball
2013 fand die Schulweltmeisterschaft in Bordeaux statt. Für Deutschland trat die Sportschule Potsdam an. 2011 war die Schulweltmeisterschaft in Fortaleza, Brasilien. 2009 fand die WM in Antalya statt.

### Futsal
2007 gewann in Fortaleza in Brasilien sowohl bei den Jungen als auch bei den Mädchen der brasilianische Vertreter. Bei den Jungen belegten Belgien und die Türkei die Plätze 2 und 3, bei den Mädchen landete Schweden auf dem zweiten und Belgien auf dem dritten Platz.
2012 siegte im türkischen Antalya bei den Mädchen Frankreich vor Brasilien und der Türkei. Bei den Jungen war der Iran vor der Türkei und Frankreich auf Platz 1 platziert.
2014 siegte im italienischen Sardinia bei den Mädchen die Mevlana Kiz Teknik Ve Meslek Lisesi aus Istanbul als Vertreter der Türkei. Der finnische Vertreter Pohjois Haagan Yhteiskoulu belegte Platz 2 vor dem brasilianischen Vertreter Sociedade Civil Educacional Madre Celeste aus Belem-Pava.
Bei den Jungen siegte die Schule Colégio Amorim aus dem brasilianischen Sao Paulo. Zweite wurden die Schüler der Aryoo Mosall High School aus dem Iran und den dritten Platz belegten die Schüler der Kadikoy Ticaret Lisesi als Vertreter der Türkei.